# Eric Burdon
Eric Victor Burdon (n. 11 mai 1941, Newcastle upon Tyne⁠(d), Anglia, Regatul Unit) este un cantautor englez cunoscut ca membru și vocalist al trupei rock The Animals și al trupei funk War și pentru performanța sa agresivă pe scenă.
Burdon a fost clasat pe locul 57 în lista revistei muzicale Rolling Stone printre cei The 100 Greatest Singers of All Time.

## Carieră

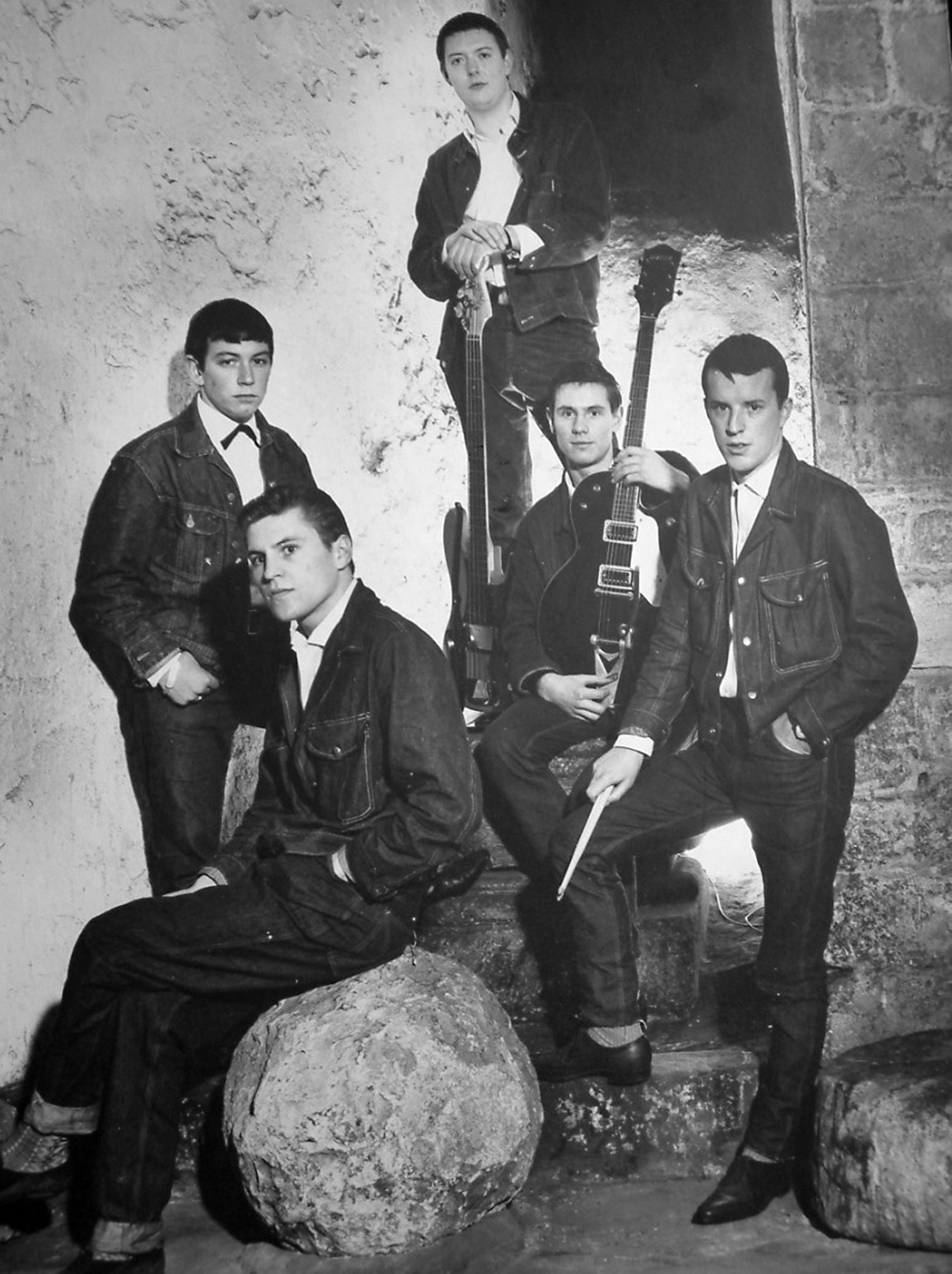
Eric Burdon și the Animals

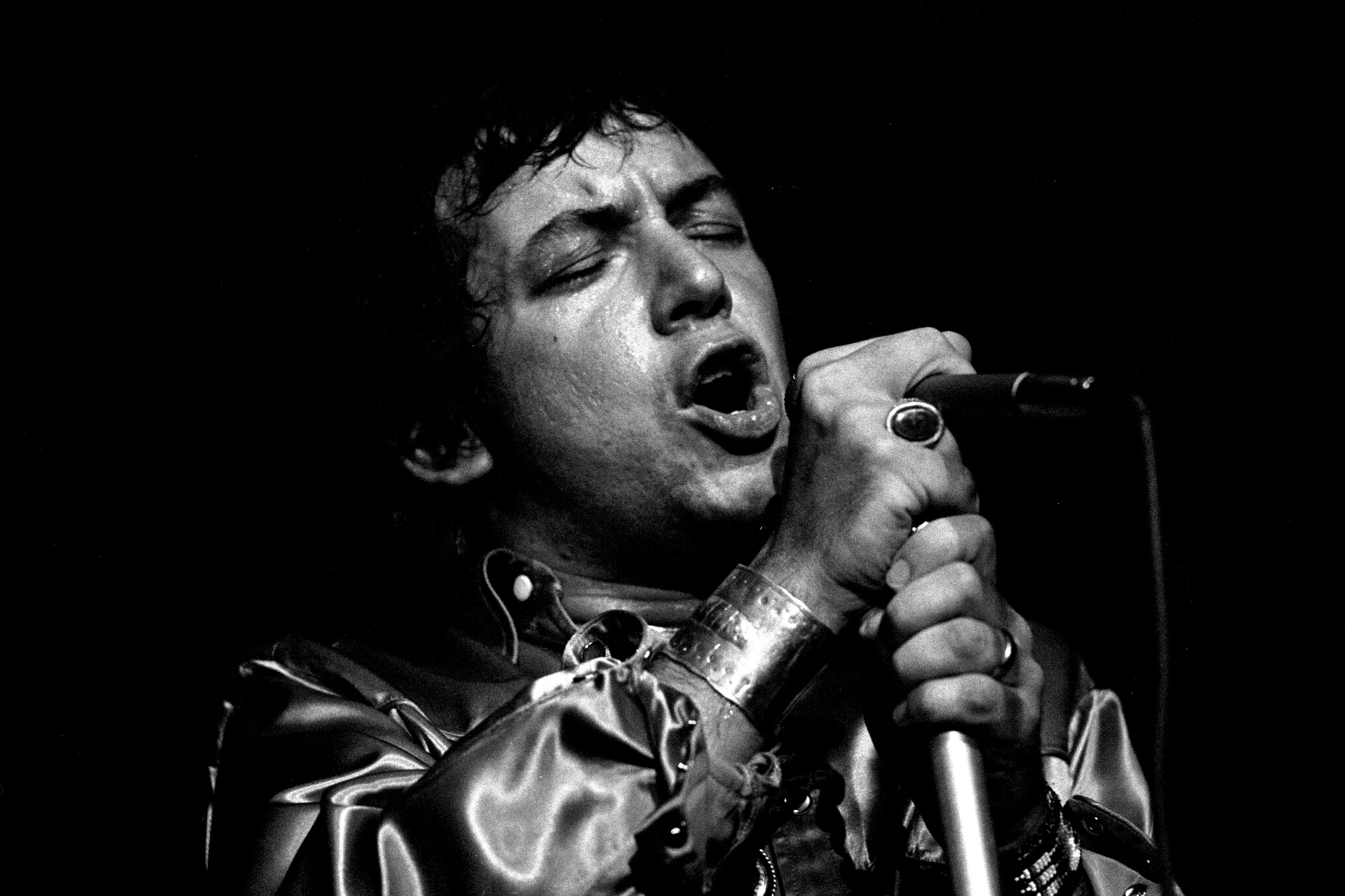
Eric Burdon la Audimax cu the Eric Burdon Band în Hamburg, iulie 1973

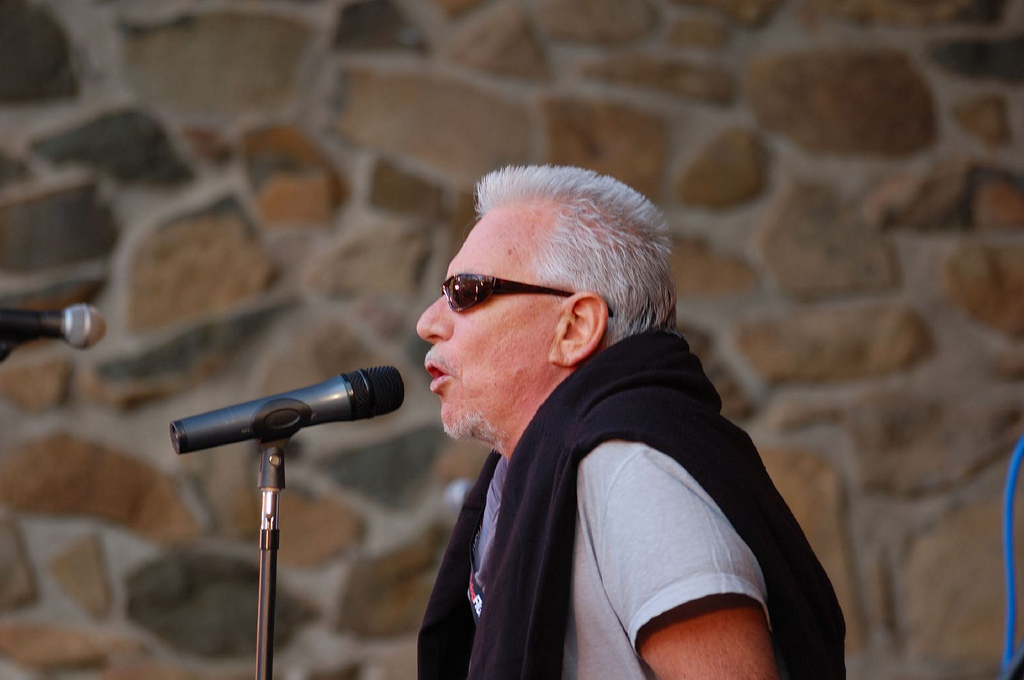
Eric Burdon la Daffodil Festival în Pierce County, Washington, în 2008

## Filmografie
| - 1964: Get Yourself a College Girl - 1964: Whole Lotta Shakin' - 1965: Pop Gear - 1965: The Dangerous Christmas of Red Riding Hood - 1967: World Of The Animals - 1967: The War (short) - 1967: It's a Bikini World - 1967: Tonite Let's Make All Love in London - 1968: All My Loving - 1968: Monterey Pop - 1973: Mirage (never filmed) - 1979: 11th Victim | - 1980: Gibbi (West German) - 1982: Comeback - 1991: The Doors - 1999: Snow on New Year's Eve - 2001: Plaster Caster - 2001: Screamin' Jay Hawkins: I Put a Spell on Me - 2003: Fabulous Shiksa In Distress - 2003: Yes, You Can Go Home - 2007: The Blue Hour - 2008: Nowhere Now: The Ballad of Joshua Tree - 2010: Remembering Nigel |

## Legături externe
- Eric Burdon website
- Eric Burdon la Internet Movie Database
- Eric Burdon Eric Burdon Interview from 2009
- Eric Burdon intervievat  Pop Chronicles (1969).
- Eric Burdon Interview NAMM Oral History Library (2017)